# Heteropoda belua
Heteropoda belua este o specie de păianjeni din genul Heteropoda, familia Sparassidae, descrisă de Jäger în anul 2005. Conform Catalogue of Life specia Heteropoda belua nu are subspecii cunoscute.